# Polch
Polch est une municipalité et siège administratif du Verbandsgemeinde Maifeld, dans l'arrondissement de Mayen-Coblence, en Rhénanie-Palatinat, dans l'ouest de l'Allemagne. Elle est jumelée avec la commune de Vineuil (Loir-et-Cher).

## Illustrations

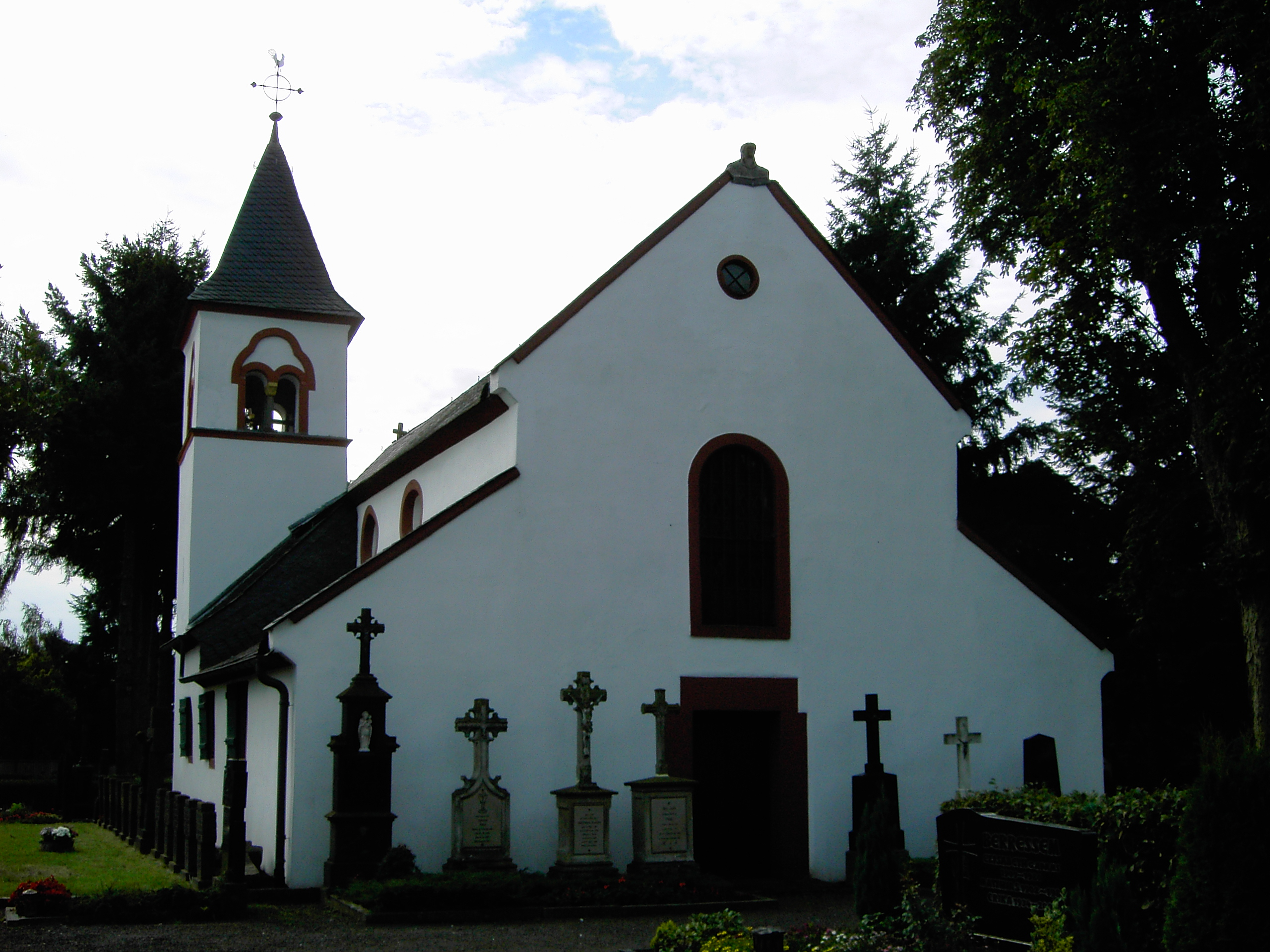
Église Sankt Georg de Polch
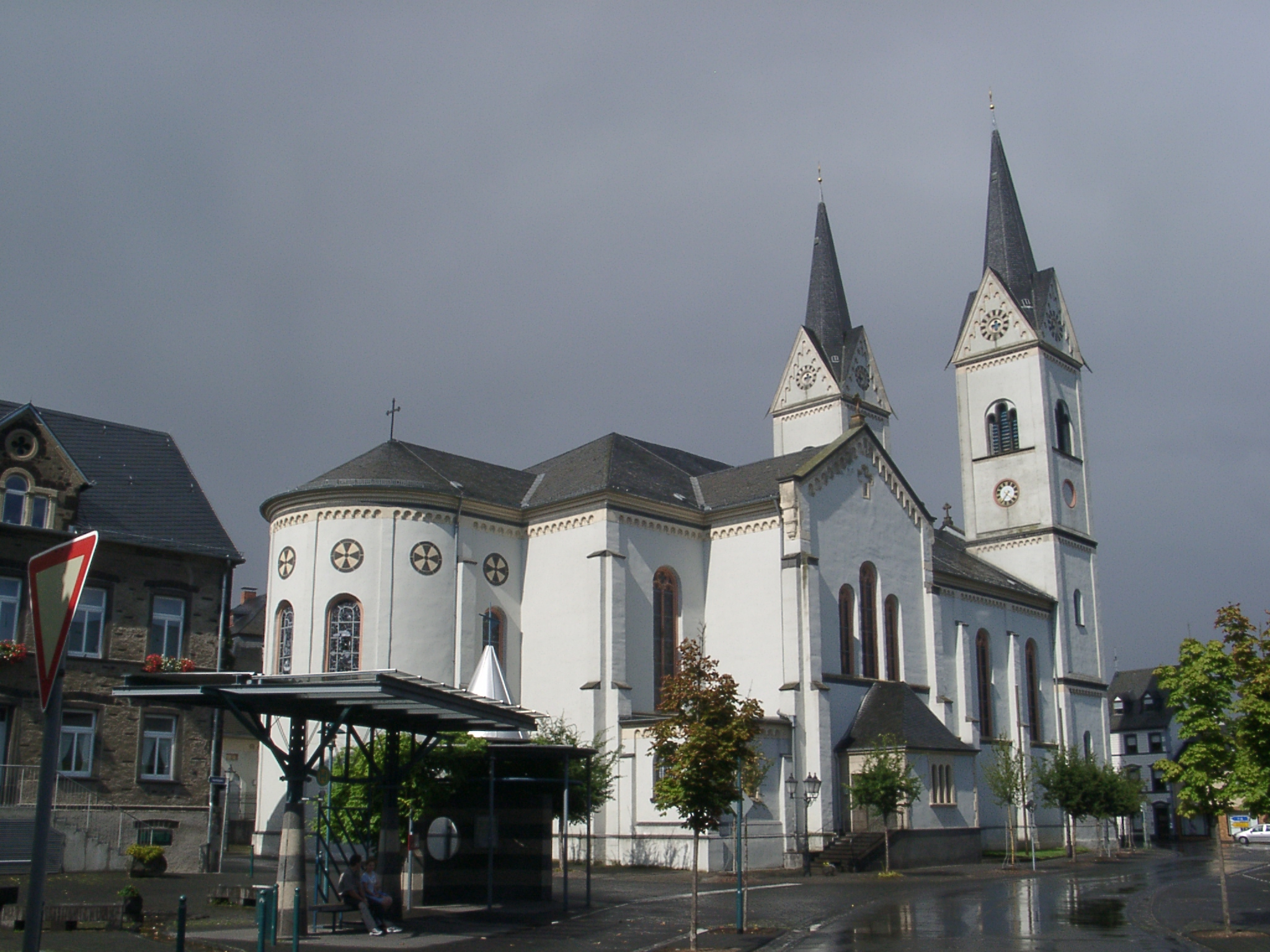
Église de Polch
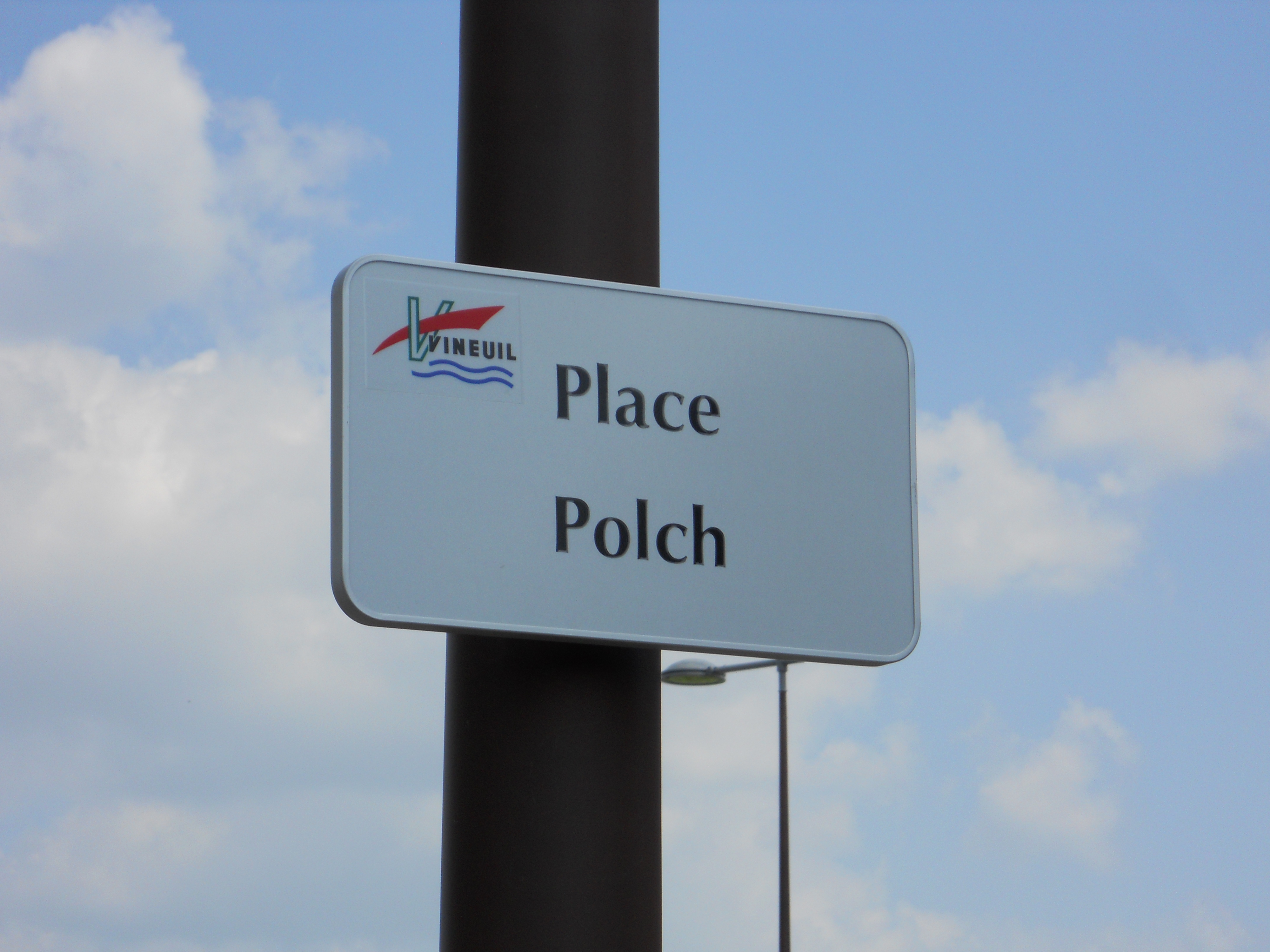
Place Polch en Vineuil (Loir-et-Cher)